# Lynnyella
Lynnyella is een geslacht van kevers uit de familie  
kniptorren (Elateridae).
Het geslacht is voor het eerst wetenschappelijk beschreven in 2001 door Arias.

## Soorten
Het geslacht omvat de volgende soorten:
- Lynnyella concepcionensis Arias, 2001
- Lynnyella diegoi Arias, 2001
- Lynnyella gerhardtae Arias, 2001
- Lynnyella juanjoseorum Arias, 2001
- Lynnyella longaviensis Arias, 2001
- Lynnyella suturalis (Candèze, 1865)
- Lynnyella valenciai Arias, 2001